# Atlas Fallen
Atlas Fallen est un jeu vidéo d'action-RPG développé par Deck13 Interactive et publié par Focus Entertainment. Le jeu est sorti sur Microsoft Windows, PlayStation 5 et Xbox Series le 10 août 2023.

## Système de jeu
Atlas Fallen est un jeu vidéo d'action-RPG à la troisième personne. Au début du jeu, les joueurs peuvent créer et personnaliser leur propre avatar de joueur. Le joueur est équipé d'un ancien gantelet qui lui permet de manipuler le sable. Avec le gant, les joueurs peuvent transformer le sable qui les entoure en armes. Les joueurs peuvent utiliser trois armes différentes, bien qu'ils ne puissent en porter que deux à la fois. Contrairement aux jeux précédents de Deck13, Atlas Fallen est un jeu d'action plus traditionnel. Les joueurs doivent esquiver, contrer et bloquer les attaques ennemies, ainsi que basculer rapidement entre le combat terrestre et aérien. Au fur et à mesure que les joueurs attaquent les ennemis, ils gagnent du Momentum. À un certain seuil de momentum, l'arme que le joueur utilise actuellement se transformera et le joueur pourra déclencher une compétence ou une capacité spéciale qui inflige des dégâts dévastateurs à ses adversaires.
Le jeu propose plusieurs régions ouvertes que les joueurs peuvent explorer, et les joueurs peuvent rencontrer différents personnages non jouables et accomplir diverses quêtes et activités secondaires. Les mouvements sont des éléments essentiels de l'exploration du jeu et sont assez transversales. Avec le gant, les joueurs peuvent glisser à travers le paysage désertique du jeu. Le gantelet permet également aux joueurs d'accomplir des exploits tels que l'esquive aérienne. Les joueurs peuvent par ailleurs soulever des objets enterrés, permettant aux joueurs de découvrir des zones cachées et d'ouvrir de nouveaux chemins. Au fur et à mesure que le joueur progresse dans le jeu, il trouvera des "Shards" et des "Catalyst Pieces", qui améliorent encore les capacités de combat du gant. Le jeu comprend également un mode multijoueur coopératif à deux joueurs.

## Développement
Atlas Fallen est actuellement développé par Deck13 Interactive en utilisant leur moteur interne "Fledge". Selon le directeur du design Jérémy Hartvick, le jeu n'est pas un "Soulslike" comme les jeux précédents du studio, Lords of the Fallen et The Surge. Au lieu de cela, son système de combat met l'accent sur la vitesse et la fluidité, et que la conception globale du jeu a été inspirée par des jeux tels que God of War et la série Horizon. Néanmoins, des éléments de base des jeux The Surge, tels qu'un système de ciblage corporel, ont également été intégrés à Atlas Fallen. Le jeu propose ainsi trois modes de difficulté, le mode difficile étant conçu pour les joueurs vétérans des jeux Soulslike.
Atlas Fallen a été officiellement annoncé par Deck13 et l'éditeur Focus Entertainment à la Gamescom en août 2022. Alors qu'il devait initialement sortir en mai 2023, le jeu a été reporté au 10 août 2023 pour Microsoft Windows, PlayStation 5 et Xbox Series afin de laisser un temps de développement supplémentaire à l'équipe pour peaufiner davantage le jeu et inclure le doublage allemand au lancement du jeu.

## Accueil
Atlas Fallen a reçu un accueil plutôt mitigé si l'on se réfère à l'agrégateur de critiques Metacritic qui, sur 34 critiques, lui rapporte une note de 64/100 sur PlayStation 5.